# ناویا فوکوموری
ناویا فوکوموری (انگلیسی: Naoya Fukumori؛ زادهٔ ۲۹ اوت ۱۹۹۲) بازیکن فوتبال اهل ژاپن است.